# Ciocalypta tyleri
Ciocalypta tyleri is een sponssoort in de taxonomische indeling van de gewone sponzen (Demospongiae). Het lichaam van de spons bestaat uit kiezelnaalden en sponginevezels, en is in staat om veel water op te nemen. 
De spons behoort tot het geslacht Ciocalypta en behoort tot de familie van de Halichondriidae. De wetenschappelijke naam van de soort werd voor het eerst geldig gepubliceerd in 1873 door James Scott Bowerbank.